# Петряево (Кирилловский район)
Петряево — деревня в Кирилловском районе Вологодской области.
Входит в состав Алёшинского сельского поселения, с точки зрения административно-территориального деления — в Алёшинский сельсовет.
Расстояние до районного центра Кириллова по автодороге — 14,3 км, до центра муниципального образования Шиндалово по прямой — 2 км. Ближайшие населённые пункты — Щетинино, Поповская, Коврижново, Кирсново, Ратибор, Бонема.
По переписи 2002 года население — 1 человек.